# The Other Side (musikalbum)
The Other Side är Evans debutalbum, och utkom 2004. Tre låtar på albumet släpptes som singlar, Everything I'd Ever Do, Will You Love Me Forever och By Your Side. Musiken på albumet skrevs av Evan och texterna skrev han tillsammans med Malin Eriksson, Stefan Andersson och Jonas Sjöström.

## Låtlista
1. Everything I'd Ever Do
2. By Your Side
3. Will You Love Me Forever
4. The Way We Used To Make Love
5. Ablazed
6. Will It Ever Be The Same
7. I Wish I Could Save The World
8. Do You Want My Love
9. Don't Wanna Hurt You
10. When The Sun Dries The Rain
11. Farewell
12. The Other Side (Instrumental)
13. Will You Love Me Forever (SoundFactory Radio Mix)
14. By Your Side (Dance Mix)
15. Everything I'd Ever Do (Euro Mix)

### Fotnoter
1. ↑  ”Svensk mediedatabas”. http://smdb.kb.se/catalog/id/001430847. Läst 10 september 2011.